# Oncidium abruptum
Oncidium abruptum är en orkidéart som beskrevs av Jean Jules Linden, Heinrich Gustav Reichenbach och Friedrich Fritz Wilhelm Ludwig Kraenzlin. Oncidium abruptum ingår i släktet Oncidium och familjen orkidéer. Inga underarter finns listade i Catalogue of Life.